# Sergi Belbel
Sergi Belbel Coslado (Tarrasa, 29 de mayo de 1963) es un dramaturgo, director y traductor teatral español.

## Biografía
Licenciado en Filología Románica y Francesa por la Universidad Autónoma de Barcelona en 1986. Fue miembro fundador del Aula de Teatro de la Universidad Autónoma de Barcelona. En 1985 recibe el Premio Marqués de Bradomín por Caleidoscopios y faros de hoy, que se estrena al año siguiente. A partir de ese momento se han sucedido los estrenos, y Belbel ha pasado a convertirse en uno de los valores jóvenes más firmes del país.
Su actividad teatral se amplía al campo de la dirección, y desde 1988 es profesor de Dramaturgia del Instituto del Teatro de Barcelona.
En 1996 obtuvo el Premio Nacional de Literatura en la modalidad de Literatura Dramática y en 2005 fue nombrado director del Teatro Nacional de Cataluña, cargo al que renunció en 2013.
Ha dirigido obras de autores clásicos y contemporáneos, entre otros, de Shakespeare, Calderón, Molière, Goldoni, Beckett, Koltés, Mamet y De Filippo.
Tiene escritas unas veinte obras teatrales escritas, entre las que se destacan Caleidoscopios y faros de hoy, Después de la lluvia, Elsa Shneider, Tálem, Caricias y La sangre. Ha obtenido entre otros galardones el Premio Marqués de Bradomín (1985), el Premio Nacional Ignasi Iglesias (1987). Varias de sus obras han sido llevadas al cine por el director Ventura Pons.
Aparte de capítulos sueltos de otras series televisivas, escribió Nissaga l'herència para TV3. En 2011, participa en el guion de la película Eva, guion por el que es candidato al Goya.
En 2014, dirige los guiones de la serie Sin identidad de Atresmedia.

## Obras
- Caleidoscopios y faros de hoy: Premio Marqués de Bradomín (1985)
- Tú, abans i després: (1986-1987). Inédita
- La nit del cigne: (1986)
- Dins la seva memòria: Premio Ciutat de Granollers (1987)
- Minim-mal show (1987)
- Elsa Schneider: Premio Ignasi Iglesias (1987)
- Ópera (1988)
- En companya d'abisme (1989)
- Tálem (1990).
- Caricias (1991), que ha sido llevada al cine.
- Després de la pluja (1993)
- Morir: (un moment abans de morir) (1994)
- El temps de Plank (1999)
- Forasters (2005).
- A la Toscana (2007)
- Fora de joc (2010)
- Si no t'hagués conegut (2019)
- Dolors (2019), coescrita con Eulàlia Carrillo i Cristina Clemente
- Hamlet 0.1 (2022)
- Lali Symon (2023)

## Cine y televisión
- Nissaga, l'herència
- EVA (2011)
- Sin identidad (serie) (2014-2015)